# The Franciscan Friars of Killarney, Ireland
The Franciscan Friars of Killarney, Ireland è un cortometraggio muto del 1911 diretto da Sidney Olcott.

## Produzione
Il film fu prodotto dalla Kalem Company. Venne girato in Irlanda, a Killarney, nella contea di Kerry.

## Distribuzione
Distribuito dalla General Film Company, il film - un cortometraggio di 150 metri - uscì nelle sale cinematografiche USA il 29 novembre 1911. Nelle proiezioni, veniva programmato con il sistema dello split reel, accorpato in un'unica bobina con un altro cortometraggio prodotto dalla Kalem, il documentario Among the Irish Fisher Folk.